# Савинов, Глеб Александрович
Глеб Алекса́ндрович Са́винов (27 сентября 1915, Натальевка, Харьковская губерния, Российская империя — 5 ноября 2000, Санкт-Петербург, Россия) — советский живописец и педагог, заслуженный художник РСФСР (1973), член Санкт-Петербургского Союза художников (до 1992 года — Ленинградской организации Союза художников РСФСР).

## Биография
Глеб Александрович Савинов родился 27 сентября 1915 года в усадьбе Натальевка Богодуховского уезда Харьковской губернии.
Детские и юношеские годы Савинова прошли на Волге в Саратове. Его отец, Александр Иванович Савинов (1881—1942), талантливый живописец, рисовальщик и педагог, был профессором Академии художеств. Дружеские отношения связывали отца с художниками «саратовской школы» — К. С. Петровым-Водкиным, А. Т. Матвеевым, П. С. Уткиным, П. В. Кузнецовым, часто собиравшимися в саратовском доме Савиновых. Их суждения об искусстве, творчество отца, сама личность Александра Ивановича, первого и главного учителя Глеба Савинова, оказали сильное воздействие на формирование Глеба как художника.
В 1922 году семья Савиновых переезжает в Петроград. В 1928—1930 годах Савинов параллельно с учёбой в школе занимается в студии отца, а после окончания школы в 1934 году поступает на живописное отделение Ленинградского института живописи, скульптуры и архитектуры, где учится у Павла Наумова, Михаила Бернштейна, Николая Радлова, Генриха Павловского, Семёна Абугова, Александра Осмёркина.
В 1940 г. Савинов окончил институт по мастерской Александра Осмёркина с присвоением звания художника живописи. Дипломная работа — картина «Детство М. Горького» — была удостоена первой премии на Всесоюзной выставке дипломных работ студентов художественных вузов 1940 года в Москве. В этом же году Глеб Савинов женился на своей сокурснице Ольге Богаевской. Этот счастливый семейный и творческий союз продлится шестьдесят лет.
В августе 1940 Савинов был призван на службу в Военно-морской флот. После начала Великой Отечественной войны служил в частях Балтийского флота, в качестве рядового морской стрелковой бригады участвовал в обороне Ленинграда. Именно в эти годы, по признанию художника, началась его самостоятельная творческая жизнь. Командование обратило внимание на его подготовку, Савинова назначают художником Балтийского экипажа. Ему поручается изготовление агитационных панно, плакатов, он рисует отличившихся в боях бойцов, раненых в госпитале, участвует в подготовке выставок военных художников, посвящённых боевым действиям войск Ленинградского фронта и Краснознаменного Балтийского флота. В 1944 году Г. Савинов был принят в члены Ленинградского Союза советских художников. Впечатления тех лет отразятся на мировосприятии и творческих устремлениях молодого художника. Присущее ему возвышенное мироощущение, любовь к родной земле война сделает осознанней и глубже, что найдёт отражение в созданных им произведениях.
После демобилизации Савинов включается в творческую и педагогическую деятельность, которые будет совмещать практически до конца жизни. В 1945—1947 гг. преподает в Ленинградском институте живописи, скульптуры и архитектуры имени И. Е. Репина, а с 1949 года — в Высшем художественно-промышленном училище имени В. И. Мухиной, где впоследствии будет избран профессором (1969 год) и возглавит индивидуальную мастерскую на кафедре монументально-декоративной живописи.
В поисках своей темы и собственного творческого почерка художник пробует себя в разных жанрах, увлечённо пишет портреты, бытовые сцены, натюрморты, интерьеры, городские и ландшафтные пейзажи. На выставке ленинградских художников 1951 года кроме картины «Александр Матросов» показывает жанровую композицию «За этюдом», а также работы «Натюрморт» и «Цветы» (все 1951). На выставке 1956 года художник показывает пейзажи и жанровые композиции «Дворик» (1950), «Паруса», «Черёмуха» (обе 1955), «На пароме», «Саратов» и «Новгородский пейзаж» (все 1956). В них, а также в других лучших работах этого периода просматривались черты, которые станут характерными для художника: изысканность и богатство колорита, мастерское владение пленэром, основанное на пристальном изучении натуры, органичное соединение в одной композиции элементов пейзажа, жанра, натюрморта, поэтическое восприятие явлений жизни, тяготение к монументальности и эпической трактовке образа, обобщённый рисунок.
Уже в следующем 1957 году на выставке в Государственном Русском музее, а месяц спустя в Москве на Всесоюзной художественной выставке Савинов впервые покажет две большие сюжетные картины: «На Университетской набережной» и «На улице» (обе 1957), которые сыграли поворотную роль в его творчестве. В них он предстал зрелым мастером, талантливым колористом и композитором, способным обыденную уличную сцену поднять до уровня высокохудожественного обобщённого образа гражданского звучания. Художник сделал поразительные успехи в живописи, очистив, высветлив, обогатив свою палитру. Цветовая гамма работ построена на гармонии лёгких, светлых красок. В обеих работах сказалось умение художника на небольшом пространстве холста убедительно передавать ощущение эпохи с присущими ей бытовыми особенностями, своеобразием типажей, отношениями между людьми.
Успех обеих работ во многом дал направление последующим исканиям художника. Жанровая картина занимает ведущее место в его творчестве. Среди его наиболее известных произведений этого жанра работы «В мастерской» (1957), «О русской женщине» (1960), «Дачный магазин», «Мотогонки в Юкках», «Нарвские ворота» (все 1961), «Матросы. 1942 год», «Матери» (обе 1964), «Баррикада Пресни» (1967), «Поволжская коммуна» (1969), «Спящая» (1972), «День Победы» (1975), «Первый трактор» (1980), «На Волге в годы гражданской войны» (1980), «Трактор на Волге» (1985) и другие.
Параллельно с работой над жанровыми композициями, занимающей порой годы, Савинов пишет домашние интерьеры, портреты, пейзажи, бытовые натюрморты. Среди них «Старая Ладога», «Ленинградский пейзаж» (обе 1959), «Мастерская художника И. Весёлкина», «Окраина» (обе 1962), «Интерьер мастерской» (1971), «Веранда» (1972), «Ветви», «Портрет Ларисы Романовой» (обе 1975), «Розы» (1976), «Окно», «Пейзаж Ленинграда» (обе 1977), «Весна в городе» (1980) и другие.
В 1950—1980-е годы Глеб Савинов совершил многочисленные творческие поездки в Старую Ладогу, Тарусу, Новгород, на Волгу, посетил Италию, Болгарию, Венгрию, Чехословакию, Испанию, Францию, Голландию. Увиденное обогащало художника новыми впечатлениями и замыслами и послужило материалом для новых произведений. Среди них показанные на выставках работы «Улица в Тырново» и «Город Сазополь» (обе 1958), «Старая Ладога» (1959), «Пейзаж со стадом» (1968), «Волжанка» (1971), «Село Пристанное» (1978) и другие. В 1973 году художнику было присвоено почётное звание Заслуженного художника РСФСР.
В 1989—1992 годах работы Г. А. Савинова с успехом были представлены на выставках и аукционах русской живописи L' Ecole de Leningrad во Франции, а также в Италии, Бельгии, Швейцарии, где его творчество приобрело многочисленных ценителей. Его персональные выставки состоялись в Ленинграде (1991), Турине (1995), Санкт-Петербурге (2005).
Скончался 5 ноября 2000 года в Санкт-Петербурге на 86-м году жизни.
Произведения Г. А. Савинова находятся в Государственном Русском музее, в многочисленных музеях и частных собраниях в России, Франции, Италии, США, Великобритании и других странах.